# Contre-la-montre féminin de cyclisme sur route aux Jeux olympiques d'été de 2020
Navigation
Rio 2016 Paris 2024
La contre-la-montre féminin de cyclisme sur route, épreuve de cyclisme des Jeux olympiques d'été de 2020, a lieu le 28 juillet 2021 à Tokyo sur 22,1 kilomètres. Le départ et l'arrivée sont situés sur le Fuji Speedway.

## Présentation

### Parcours

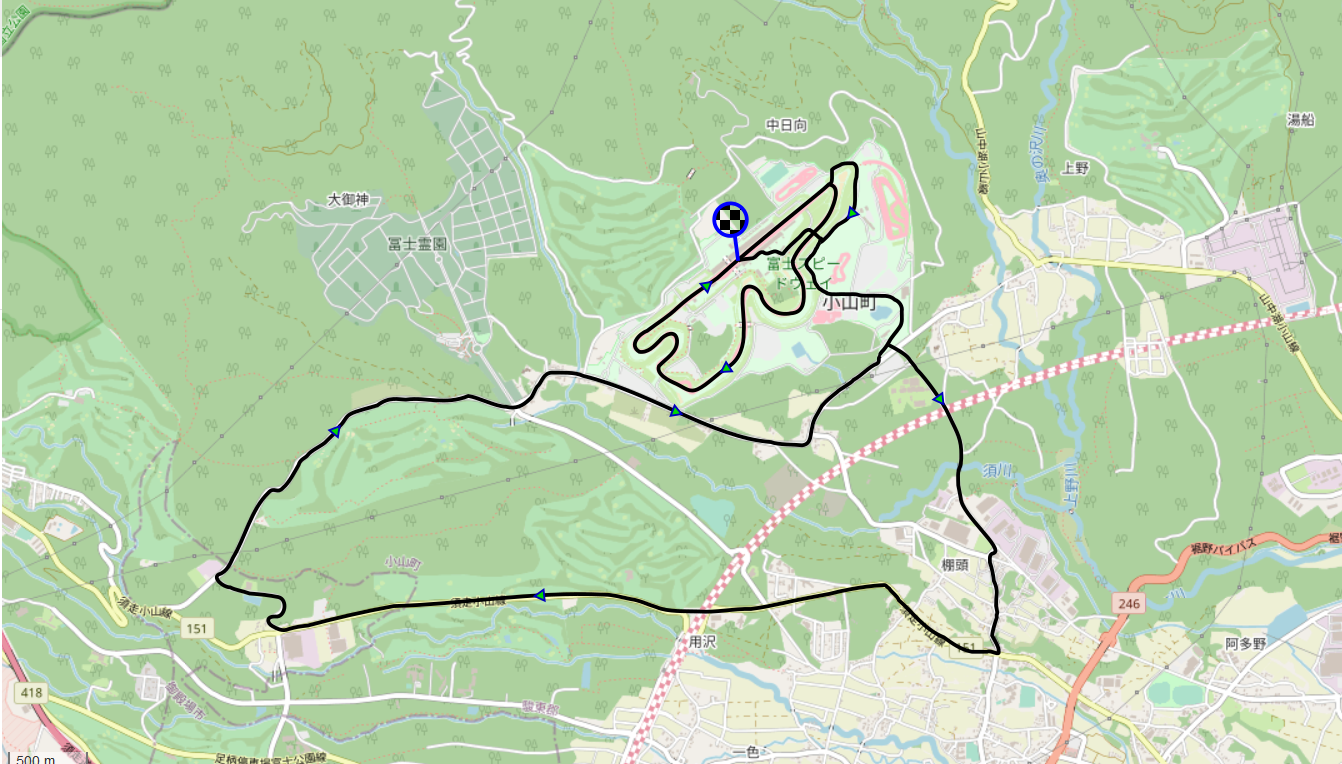
Parcours

Les cyclistes partent à intervalles réguliers. Les épreuves de contre-la-montre sont tracées sur un circuit de 22,1 km qui commence sur le Fuji Speedway, emprunte une boucle autour des routes voisines, puis revient au Speedway. Les femmes effectuent ce circuit à une reprise. Le dénivelé positif est d'environ 423 mètres.

### Qualification
Un Comité National Olympique (CNO) peut qualifier un maximum de 2 cyclistes pour le contre-la-montre. Tous les quotas sont attribués au CNO, qui peut sélectionner les cyclistes qu'il souhaite. 
Les 15 premiers quotas sont attribués par le biais des classements mondiaux, avec une limite d'une place par CNO ainsi attribuée et une exigence que chaque continent ait au moins 1 places. 10 autres places sont attribuées lors du championnat du monde 2019, toujours avec une limite d'une place supplémentaire par CNO. Une place supplémentaire a été ajoutée pour Masomah Ali Zada, membre de l'équipe olympique des réfugiés.
La qualification étant terminée le 22 octobre 2019, elle n'a pas été affectée par la pandémie de COVID-19.
| Équipes nationales (20)- Afrique du Sud - Allemagne - Australie - Belgique - Biélorussie - Canada - Danemark - Réfugiés - Espagne - États-Unis - France - Grande-Bretagne - Israël - Italie - Japon - Luxembourg - Norvège - Pays-Bas - Pologne - Suisse |
| |

### Favoris
Les trois favorites sont les Néerlandaises Anna van der Breggen  et Annemiek van Vleuten, ainsi que l'Américaine Chloé Dygert. Cette dernière représente une grande inconnue après sa terrible chute lors des championnats du monde 2020.

## Déroulement de la course
Karol-Ann Canuel réalise le premier temps de référence. Elle est ensuite devancée par Sarah Gigante puis Juliette Labous. Annemiek Van Vleuten s'élance en sixième position en partant de la fin. Elle réalise le meilleur temps intermédiaire puis le meilleur temps. Les deux dernières à s'élancer sont Anna van der Breggen et Chloe Dygert. L'Américaine réalise le huitième temps intermédiaire et la Néerlandaise le troisième, il devient alors clair que Van Vleuten doit s'imposer. Finalement, Marlen Reusser prend l'argent et Van der Breggen le bronze.

## Résultat
| Rang | Coureuse             | Pays                          | Temps         |
| ---- | -------------------- | ----------------------------- | ------------- |
| 1    | Annemiek van Vleuten | Pays-Bas                      | 30 min 13 s   |
| 2    | Marlen Reusser       | Suisse                        | + 56 s        |
| 3    | Anna van der Breggen | Pays-Bas                      | + 1 min 2 s   |
| 4    | Grace Brown          | Australie                     | + 1 min 9 s   |
| 5    | Amber Neben          | États-Unis                    | + 1 min 13 s  |
| 6    | Lisa Brennauer       | Allemagne                     | + 1 min 57 s  |
| 7    | Chloé Dygert         | États-Unis                    | + 2 min 16 s  |
| 8    | Ashleigh Moolman     | Afrique du Sud                | + 2 min 24 s  |
| 9    | Juliette Labous      | France                        | + 2 min 29 s  |
| 10   | Elisa Longo Borghini | Italie                        | + 2 min 47 s  |
| 11   | Sarah Gigante        | Australie                     | + 2 min 48 s  |
| 12   | Leah Kirchmann       | Canada                        | + 2 min 48 s  |
| 13   | Lisa Klein           | Allemagne                     | + 2 min 48 s  |
| 14   | Karol-Ann Canuel     | Canada                        | + 2 min 54 s  |
| 15   | Omer Shapira         | Israël                        | + 3 min 2 s   |
| 16   | Alena Amialiusik     | Biélorussie                   | + 3 min 8 s   |
| 17   | Emma Norsgaard       | Danemark                      | + 3 min 37 s  |
| 18   | Anna Shackley        | Grande-Bretagne               | + 4 min       |
| 19   | Julie Van de Velde   | Belgique                      | + 4 min 10 s  |
| 20   | Katrine Aalerud      | Norvège                       | + 4 min 20 s  |
| 21   | Christine Majerus    | Luxembourg                    | + 4 min 21 s  |
| 22   | Eri Yonamine         | Japon                         | + 4 min 21 s  |
| 23   | Mavi García          | Espagne                       | + 4 min 26 s  |
| 24   | Anna Plichta         | Pologne                       | + 4 min 43 s  |
| 25   | Masomah Ali Zada     | Équipe olympique des réfugiés | + 13 min 51 s |

## Réactions
Annemiek van Vleuten dit avoir eu immédiatement de très bonnes sensations. Après sa déception de la course en ligne, elle se montre heureuse de devenir championne olympique. Marlen Reusser ne pensait pas battre Anna van der Breggen et se montre très satisfaite de sa médaille d'argent. Anna van der Breggen dit ne pas s'être sentie bien. Dans ces conditions, elle se montre surprise d'avoir tout de même réussi à obtenir une médaille. 